# Feria de Abril de Cataluña
La Feria de Abril de Cataluña (en catalán y oficialmente: Fira d'Abril de Catalunya) es una fiesta popular de tradición andaluza que se celebra en Barcelona anualmente, durante 10 días entre abril y mayo, en un recinto ferial del área metropolitana de la ciudad, donde se instalan numerosas casetas y atracciones. Actualmente se celebra en el Parque del Fórum, que se encuentra entre la ciudad de Barcelona y San Adrián de Besós, justo al lado del mar.

## Historia
Los orígenes de la Feria de Abril se remontan a la Sevilla de 1846-1847, cuando un empresario catalán y otro vasco crearon una nueva feria de ganado y agricultura, que dio comienzo a la actual Feria de Abril sevillana.
En 1971 algunas asociaciones de migrantes internos llegados a Barcelona desde Andalucía, y sus respectivos descendientes, empezaron su propia versión de esta feria en Castelldefels, con cuatro casetas. Con la evolución de la Feria se han ido introduciendo nuevas actividades, como demostraciones de doma de caballos, corridas de toros, actuaciones de música y baile de artistas de creciente renombre, y realizaciones de torres humanas. Con la recesión debida a la crisis económica de 2008-2014, la Feria se vio estancada en su crecimiento durante varias ediciones consecutivas.

## Características

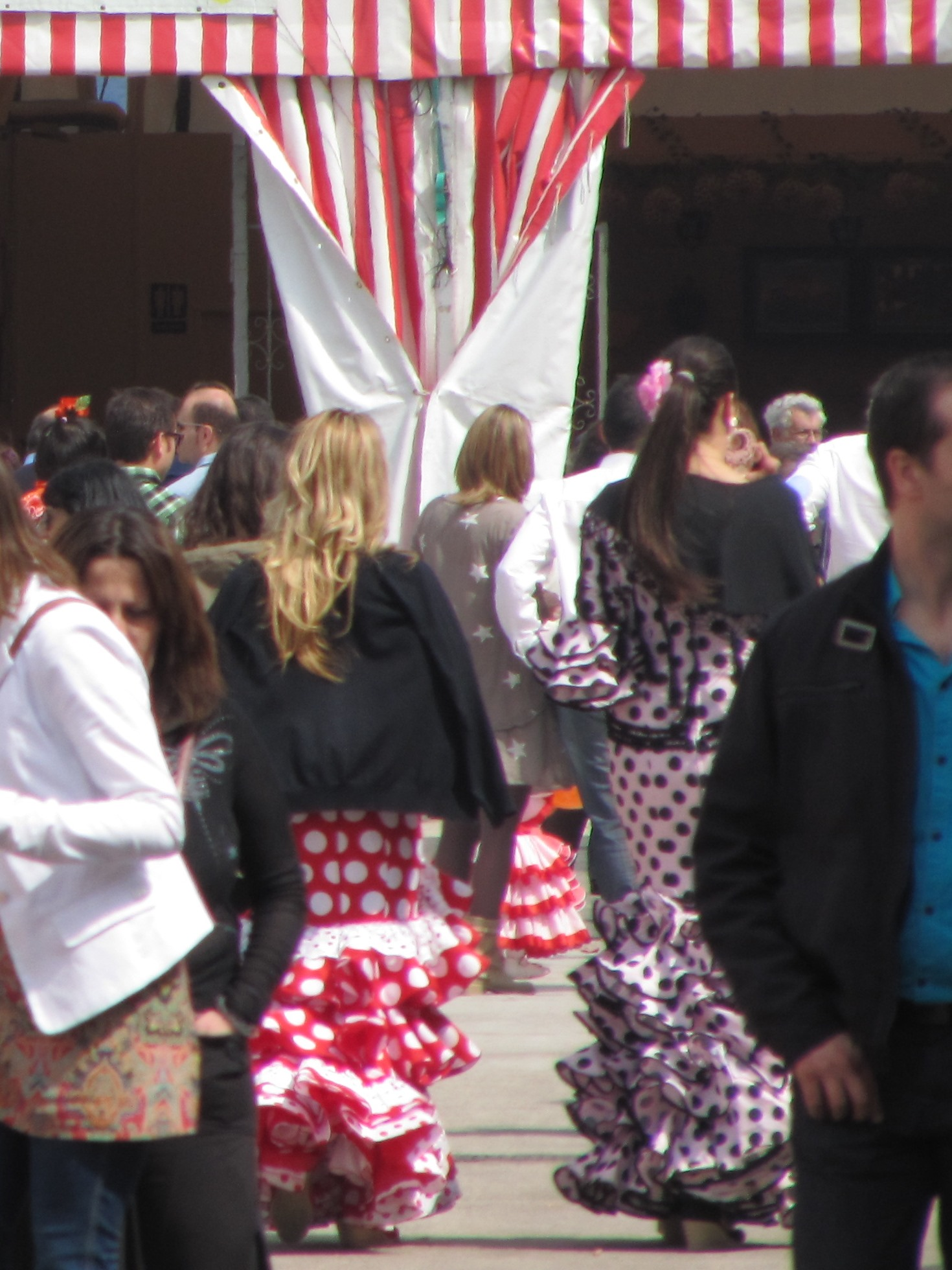
Dos muchachas se dirigen a una caseta de la Feria de Abril de Barcelona

La Feria se celebra en un conjunto de aproximadamente 70 casetas dedicadas principalmente al ocio, al baile, y a la restauración. Inspirada en su origen andaluz y las costumbres del Sur, en la Feria de Abril de Barcelona predominan las sevillanas y otros bailes y cantes flamencos. Asimismo, la Feria reúne otros elementos andaluces, como lo son los trajes tradicionales y el consumo de rebujito y "pescaíto" frito. Con ello, la Feria contribuye a la continuidad de las influencias de los descendientes de migrantes andaluces, también conocidos como "andalanes" o "cataluces" (catalanes de origen andaluz), que marcan el carácter sureño de la provincia de Barcelona, a veces llamada la "novena provincia andaluza". La Feria dispone de una amplia oferta gastronómica que ofrece especialidades de toda España. Las numerosas filas de casetas que forman las callejuelas del recinto se asemejan al prototipo sevillano, decoradas con franjas blancas y verdes, o blancas y rojas. Para mantener el carácter tradicional de la Feria, se rechaza que en las casetas suenen músicas internacionales. En ocasiones, algunas de las casetas han competido en concursos propios de la Feria, en los cuales se otorgaron premios a la mejor decoración y fachada en ediciones pasadas de la feria.

## Recinto
El recinto se divide en dos partes, que ocupan una superficie total de más de 10 hectáreas. La parte principal, el llamado "Real de la Feria" o simplemente "Real", equivale al conjunto de casetas. Otro sector del recinto se denomina "Calle del Infierno" y corresponde al terreno dedicado a los feriantes de aparatos y atracciones, tómbolas y otros entretenimientos.
El recinto ha ido cambiando de lugar a lo largo de su historia, pasando por Castelldefels, Hospitalet de Llobregat, Barberá del Vallés, Santa Coloma de Gramanet, San Adrián del Besós y la "Nova Mar Bella" dentro del término municipal de Barcelona. Actualmente, desde 2004, el recinto se halla en el Parque del Fórum, junto al Mar Mediterráneo. Desde el año 2009, la "calle del Infierno" se encuentra separada a poca distancia del "Real", instalándose en el Parque de los Auditorios o bien en la plataforma del "zoo marino".
A diferencia de recintos feriales y ediciones anteriores, el Ayuntamiento de Barcelona en la actualidad prohíbe que el Real de la Feria sea cubierto con arena para desfiles de caballos y carrozas, lo cual dio lugar al declive de la tradición ecuestre de la Feria.

## Datos curiosos
La Feria es el evento más multitudinario celebrado anualmente en Cataluña. El número de visitantes de cada edición de la Feria oscila entre 1,5 y 3 millones de personas, superando el número de habitantes de la ciudad de Barcelona. En 2010 actuaron más de 250 artistas y se consumieron más de 200.000 litros de rebujito. En 2012 la Feria generó 1.200 empleos directos. En la edición de 2002 se instaló por primera vez la noria más grande del mundo.

## Comparación con otras Ferias
Una diferencia entre las Ferias de Barcelona y de Sevilla es que la totalidad de casetas en Barcelona está completamente abierta al público, y también se distingue en su mayor duración, de 10 días.
Otras ciudades de España, entre las que se encuentran Gijón, La Coruña, Las Palmas de Gran Canaria, Las Rozas de Madrid, Lérida, Palma de Mallorca, Pamplona y Zaragoza entre otras, han seguido el ejemplo de Barcelona, estableciendo sus propias Ferias de Abril. Asimismo, han llegado a organizarse ferias incluso por españoles asentados en otros países.

## Organización
La entidad organizadora de la Feria es la Federación de Entidades Culturales Andaluzas en Cataluña (FECAC), compuesta a su vez por cerca de 140 entidades. En su mayor parte suelen ser hermandades rocieras y asociaciones culturales andaluzas miembros de la FECAC quienes instalan y regentan las casetas. Además, la Feria cuenta con la Junta de Andalucía, la Generalidad de Cataluña, la Diputación de Barcelona, el Ayuntamiento de Barcelona y el Ayuntamiento de San Adrián de Besós entre sus principales colaboradores. Desde el año 2014, la FECAC apuesta por un nuevo sistema de gestión con auditoría que facilita una mayor transparencia de cuentas, así como la libre competencia del mercado de bebidas, permitiendo nuevos beneficios para las entidades participantes y feriantes. La entrada a todas las casetas, conciertos y actuaciones es gratuita.

## Fechas y lugares de las distintas ediciones de la Feria
1.ª edición: abril 1971 (Bajada del Castillo de Castelldefels)
27.ª edición: del 24 de abril al 3 de mayo de 1998 (Recinto del Can Zam de Santa Coloma de Gramanet)
28.ª edición: del 23 de abril al 2 de mayo de 1999 (Explanada del Parque del Litoral de San Adrián de Besós)
29.ª edición: del 28 de abril al 7 de mayo de 2000 (Explanada del Parque del Litoral de San Adrián de Besós)
30.ª edición: del 27 de abril al 6 de mayo de 2001 (Explanada de la playa de la Nova Mar Bella)
31.ª edición: del 26 de abril al 5 de mayo de 2002 (Explanada de la playa de la Nova Mar Bella)
32.ª edición: del 25 de abril al 4 de mayo de 2003 (Terrenos playa de la Nova Mar Bella en transformación)
33.ª edición: del 30 de abril al 9 de mayo de 2004 (Parque del Fórum)
34.ª edición: del 29 de abril al 8 de mayo de 2005 (Parque del Fórum)
35.ª edición: del 28 de abril al 7 de mayo de 2006 (Parque del Fórum)
36.ª edición: del 27 de abril al 6 de mayo de 2007 (Parque del Fórum)
37.ª edición: del 25 de abril al 4 de mayo de 2008 (Parque del Fórum)
38.ª edición: del 24 de abril al 3 de mayo de 2009 (Parque del Fórum y Parque de los Auditorios)
39.ª edición: del 23 de abril al 2 de mayo de 2010 (Parque del Fórum y Parque de los Auditorios)
40.ª edición: del 29 de abril al 8 de mayo de 2011 (Parque del Fórum y Parque de los Auditorios)
41.ª edición: del 27 de abril al 6 de mayo de 2012 (Parque del Fórum y Parque de los Auditorios)
42.ª edición: del 26 de abril al 5 de mayo de 2013 (Parque del Fórum y plataforma del "zoo marino" en desuso)
43.ª edición: del 25 de abril al 4 de mayo de 2014 (Parque del Fórum y plataforma del "zoo marino" en desuso)
44.ª edición: del 24 de abril al 3 de mayo de 2015 (Parque del Fórum y plataforma del "zoo marino" en desuso)